# تپه اسفندآباد
تپه اسفندآباد مربوط به دوران‌های تاریخی پس از اسلام است و در شهرستان قروه، بخش چهاردولی، روستای سوتپه واقع شده و این اثر در تاریخ ۲۵ اسفند ۱۳۷۹ با شمارهٔ ثبت ۳۶۰۱ به‌عنوان یکی از آثار ملی ایران به ثبت رسیده است.